# Михайловка (Стерлітамацький район)
Миха́йловка (рос. Михайловка, башк. Михайловка) — присілок у складі Стерлітамацького району Башкортостану, Росія. Входить до складу Красноярської сільської ради.
Населення — 6 осіб (2010; 2 в 2002).
Національний склад:
- росіяни — 100%

## Видатні уродженці
- Дема Леонід Васильович — Герой Радянського Союзу.